# 1431

## Родени
- Франсоа Вийон, френски поет
- Андреа Мантеня, италиански художник
- 7 декември – Влад Цепеш, владетел на Влашко

## Починали
- 30 май – Жана д'Арк, изгорена на клада в Руан, Франция. Тя е на 19 години.